# Phylidorea celaena
Phylidorea celaena är en tvåvingeart som först beskrevs av Alexander 1970.  Phylidorea celaena ingår i släktet Phylidorea och familjen småharkrankar. Inga underarter finns listade i Catalogue of Life.